# Isosaari (ö i Finland, Lappland, Östra Lappland, lat 66,58, long 27,34)
Isosaari är en ö i Finland. Den ligger i sjön Kemi träsk och i kommunen Kemijärvi i den ekonomiska regionen  Östra Lapplands ekonomiska region  och landskapet Lappland, i den norra delen av landet, 700 km norr om huvudstaden Helsingfors. Öns area är 8,9 hektar och dess största längd är 0,6 kilometer i sydöst-nordvästlig riktning.